# Сущево (Вологодская область)
Сущево — деревня в Кирилловском районе Вологодской области.
Входит в состав Талицкого сельского поселения, с точки зрения административно-территориального деления — в Колкачский сельсовет.
Расстояние до районного центра Кириллова по автодороге — 51,2 км, до центра муниципального образования Талиц по прямой — 5 км. Ближайшие населённые пункты — Юсово, Лопошилово, Сидоровское.
По переписи 2002 года население — 14 человек.